# Petita Miss Sunshine

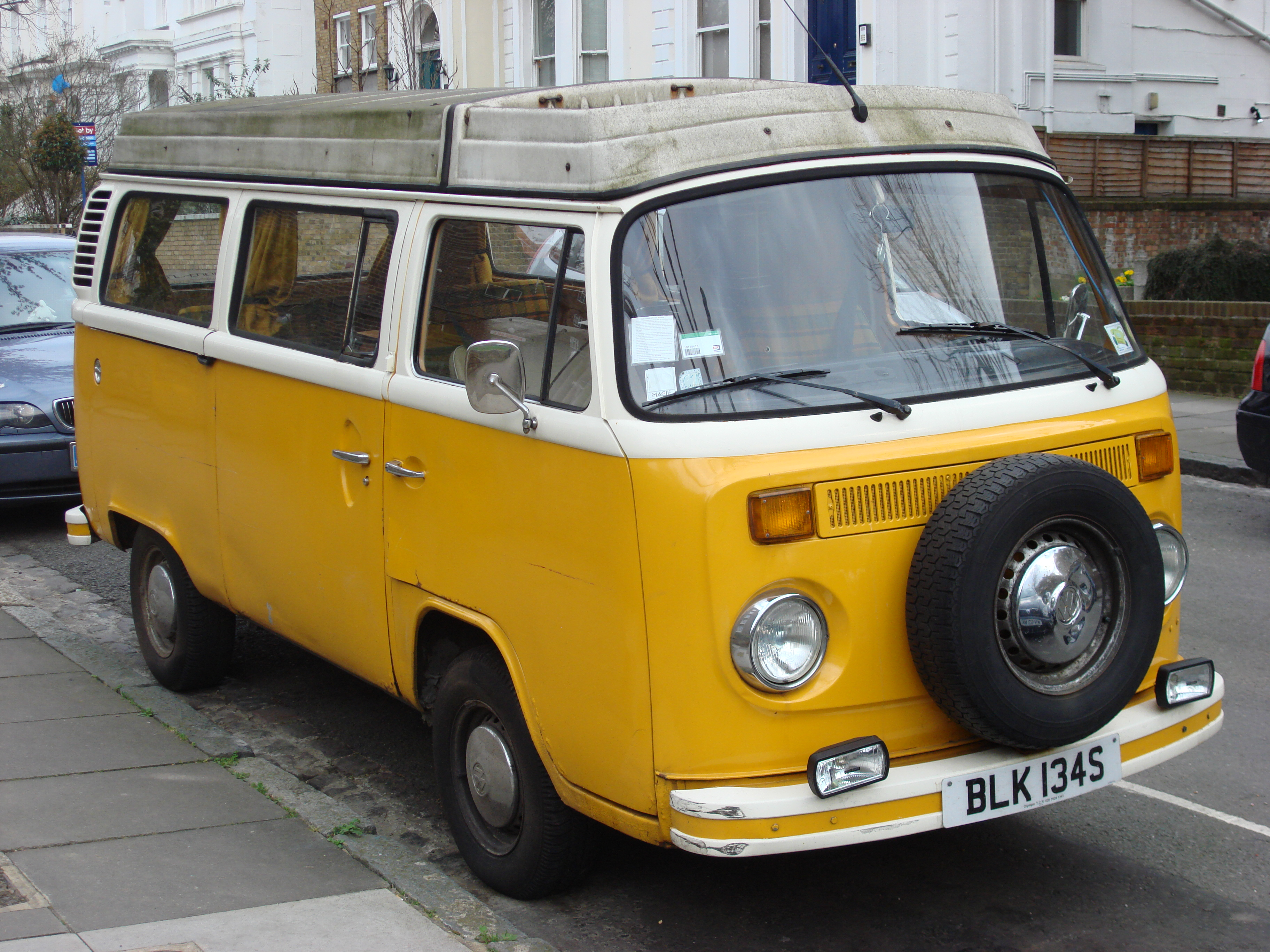
Una furgoneta com la de la pel·lícula

Petita Miss Sunshine (títol original en anglès: Little Miss Sunshine) és una pel·lícula de Jonathan Dayton i Valerie Faris, estrenada el 2006, que va rebre dos Oscars.
Els drets de distribució de la pel·lícula van ser comprats per Fox Searchlight en el Festival de Cinema de Sundance per uns 10 milions de dòlars, que en fa una de les més grans compres en la història del festival.

## Argument
Una família a punt d'una crisi va a un concurs de bellesa. Olive, 7 anys, somnia participar en el concurs de bellesa Little Miss Sunshine, la final del qual és a Califòrnia. La seva família, que viu a Albuquerque (Nou Mèxic), decideix acompanyar-la en una camioneta en llastimós estat. El viatge es presenta difícil però la seva mare Sheryl fa tot el que pot per mantenir l'harmonia. El pare d'Olive és un animador poc popular, i les seves finances estan a zero. El germà adolescent de la nena, admirador de Friedrich Nietzsche i lector d'Així parlà Zaratustra, ha fet vot de silenci i no comunica més que amb un bloc de notes.
Pel que fa al seu avi, heroïnòman, explica malament perquè el germà de Sheryl, un especialista en Proust, ha intentat suïcidar-se després de la seva ruptura amorosa amb un dels seus estudiants. Ell també s'embarca amb la resta de la família per a un periple que promet ser mogut.

## Repartiment
| Intèrpret       | Personatge         | Veu en català         |
| --------------- | ------------------ | --------------------- |
| Abigail Breslin | Olive Hoover       | Roser Vilches         |
| Greg Kinnear    | Richard Hoover     | Sergi Zamora          |
| Alan Arkin      | L'avi Edwin Hoover | Jaume Comas           |
| Toni Collette   | Sheryl Hoover      | Alícia Laorden        |
| Steve Carell    | Frank Ginsberg     | Albert Mieza          |
| Paul Dano       | Dwayne             | Enric Isasi-Isasmendi |
| Justin Shilton  | Josh               | Josep Maria Mas       |
| Bryan Cranston  | Stan Grossman      | Àlex Messeguer        |
| Paula Newsome   | Linda              | Carme Canet           |
| Beth Grant      | Jenkins            | Esperança Domènech    |
| Veu             | Greg               | Xavier Fernández      |

## Música
La major part de la música original ha estat escrita pel grup DeVotchKa, i dues altres cançons són de Sufjan Stevens.
En el ball d'Olive al concurs, la cançó que interpreta és Superfreak de Rick James.
| 1.            | «The Winner Is»                  | DeVotchKa      | 3:04  |
| 2.            | «Til the End of Time»            | DeVotchKa      | 3:56  |
| 3.            | «You Love Me»                    | DeVotchKa      | 4:02  |
| 4.            | «First Push»                     | DeVotchKa      | 1:05  |
| 5.            | «No Man's Land»                  | Sufjan Stevens | 4:47  |
| 6.            | «Let's Go»                       | DeVotchKa      | 3:21  |
| 7.            | «No One Gets Left Behind»        | DeVotchKa      | 1:14  |
| 8.            | «Chicago»                        | Sufjan Stevens | 6:07  |
| 9.            | «We're Gonna Make It»            | DeVotchKa      | 2:32  |
| 10.           | «Do You Think There's a Heaven»  | DeVotchKa      | 1:23  |
| 11.           | «Catwalkin'»                     | Tony Tisdale   | 1:38  |
| 12.           | «Super Freak (Rocasound Revamp)» | Rick James     | 4:13  |
| 13.           | «La Llorona»                     | DeVotchKa      | 3:24  |
| 14.           | «How It Ends»                    | DeVotchKa      | 5:39  |
| Durada total: | Durada total:                    | Durada total:  | 46:31 |

## Premis i nominacions

### Premis
- Oscar al millor actor secundari per Alan Arkin[5]
- Oscar al millor guió original per Michael Arndt[5]
- BAFTA al millor actor secundari per Alan Arkin[6]
- BAFTA al millor guió original per Michael Arndt[6]
- César a la millor pel·lícula estrangera
- Gran premi del Jurat al Festival de Deauville[7]
- Premis Young Artist: Millor actriu per Abigail Breslin
- Premi de públic al Festival Internacional de cinema de Sant Sebastià

### Nominacions
- Oscar a la millor pel·lícula[5]
- Oscar a la millor actriu secundària per Abigail Breslin[5]
- BAFTA a la millor pel·lícula[6]
- BAFTA a la millor direcció per Jonathan Dayton i Valerie Faris[6]
- BAFTA a la millor actriu secundària per Abigail Breslin[6]
- BAFTA a la millor actriu secundària per Toni Collette[6]
- Globus d'Or a la millor pel·lícula musical o còmica
- Globus d'Or a la millor actriu musical o còmica per Toni Collette
- 49 Premis Grammy, entre els quals al millor àlbum per pel·lícula, televisió o altres mitjans visuals

## Galeria d'actors

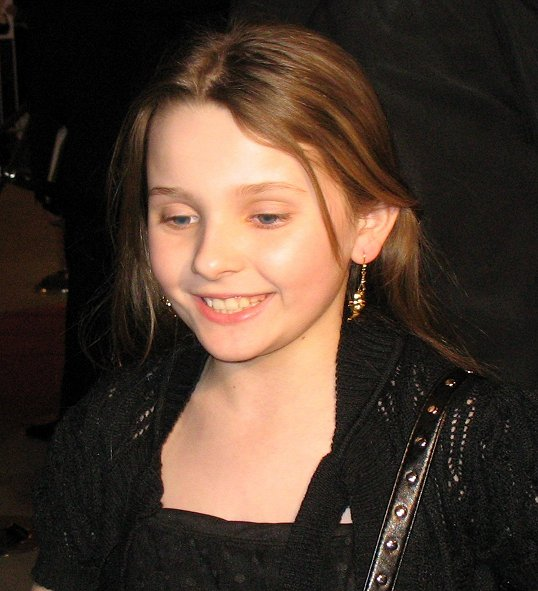
Abigail Breslin
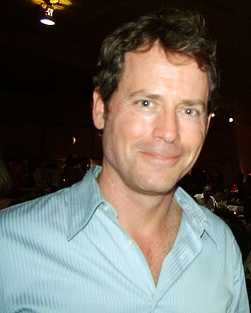
Greg Kinnear
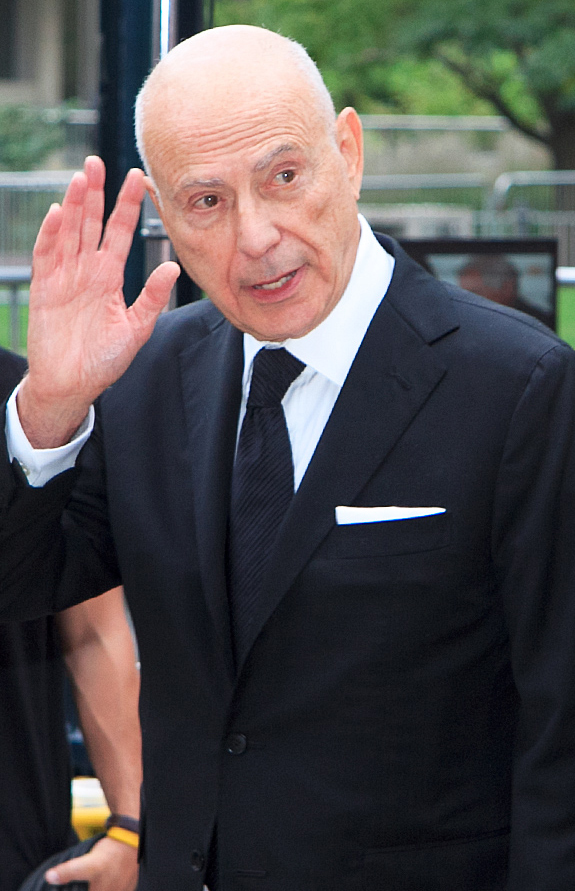
Alan Arkin
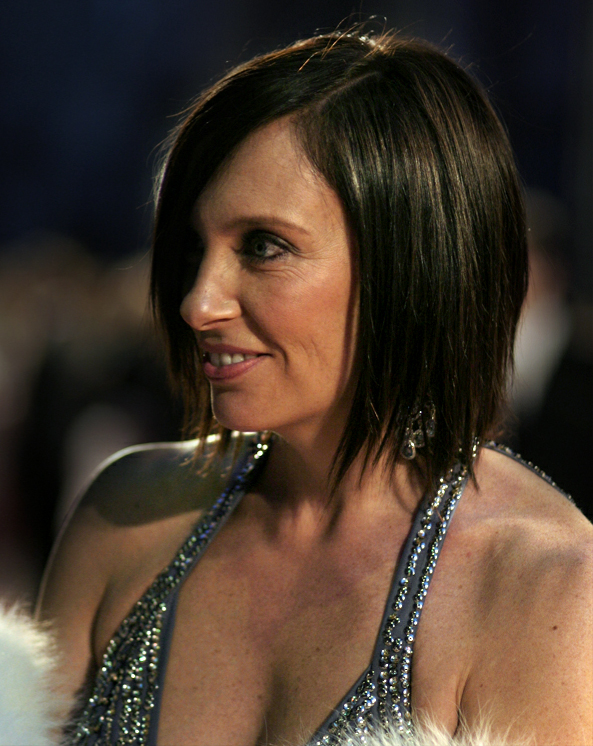
Toni Collette
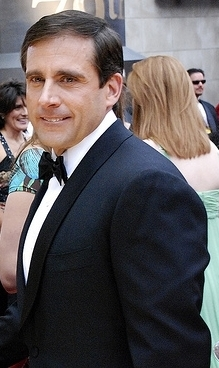
Steve Carell
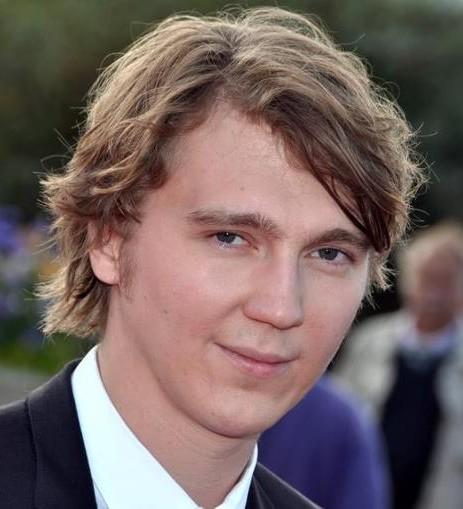
Paul Dano
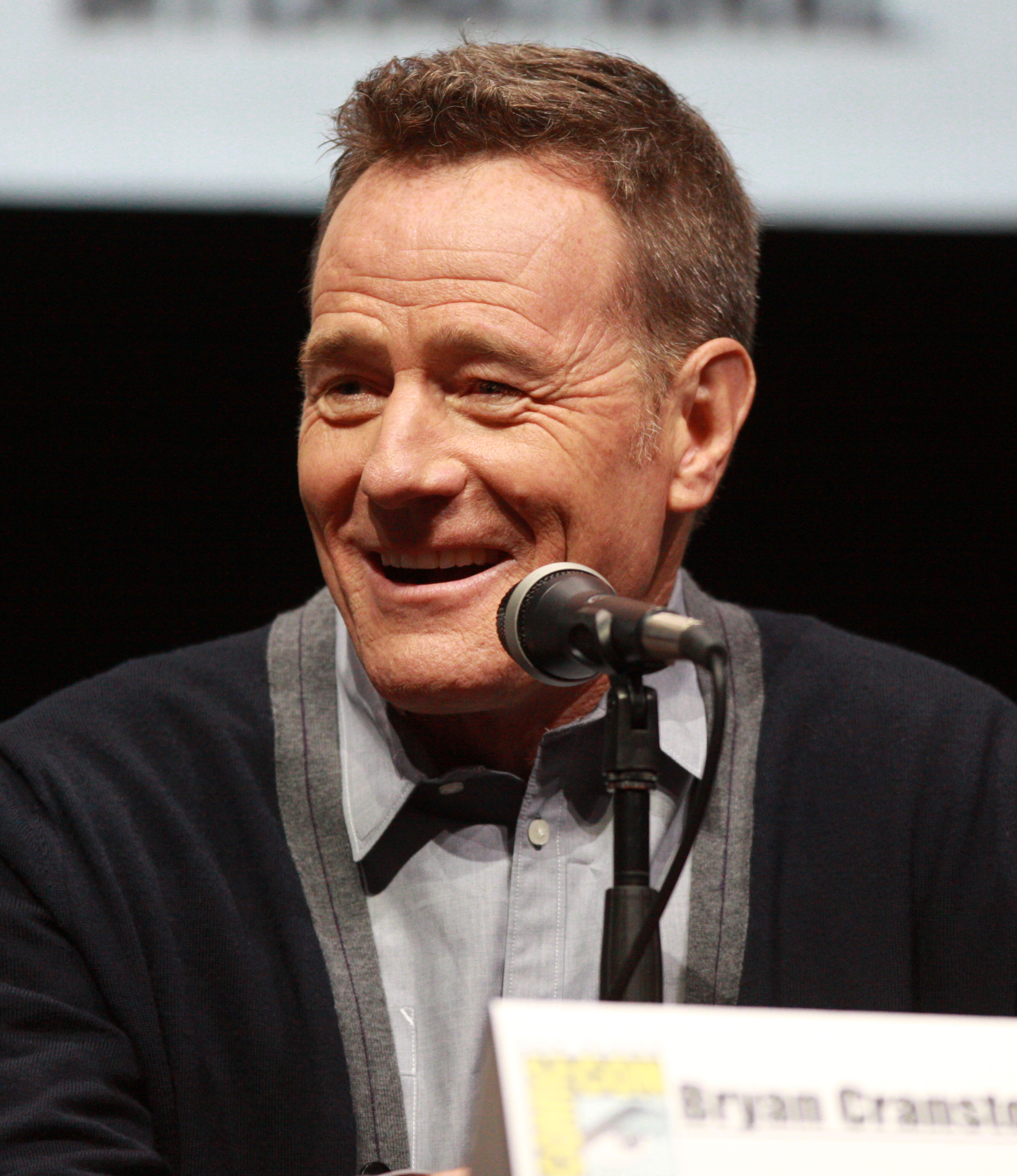
Bryan Cranston